# Siegwart Friedmann
Siegwart Friedmann, född 25 april 1842 i Pest i Kungariket Ungern i Kejsardömet Österrike, död 22 april 1916 i Dresden i Kungariket Sachsen i Kejsardömet Tyskland, var en ungersk-tysk skådespelare.
Friedmann var 1864–1871 anställd vid kungliga teatern i Berlin, och spelade därefter huvudsakligen i Wien och Hamburg. Åren 1883–1892 var han meddirektör för Deutsches Theater i Berlin och uppträdde till 1909 tillfälligtvis som gästartist. Friedmann var en skarpt individualiserande karaktärsskådespelare med sällsynt rörlig fantasi, starkt temperament och frodig humor. Hans glansroller var Richard III och Shylock i Köpmannen i Venedig.